# Processiestafbekroning

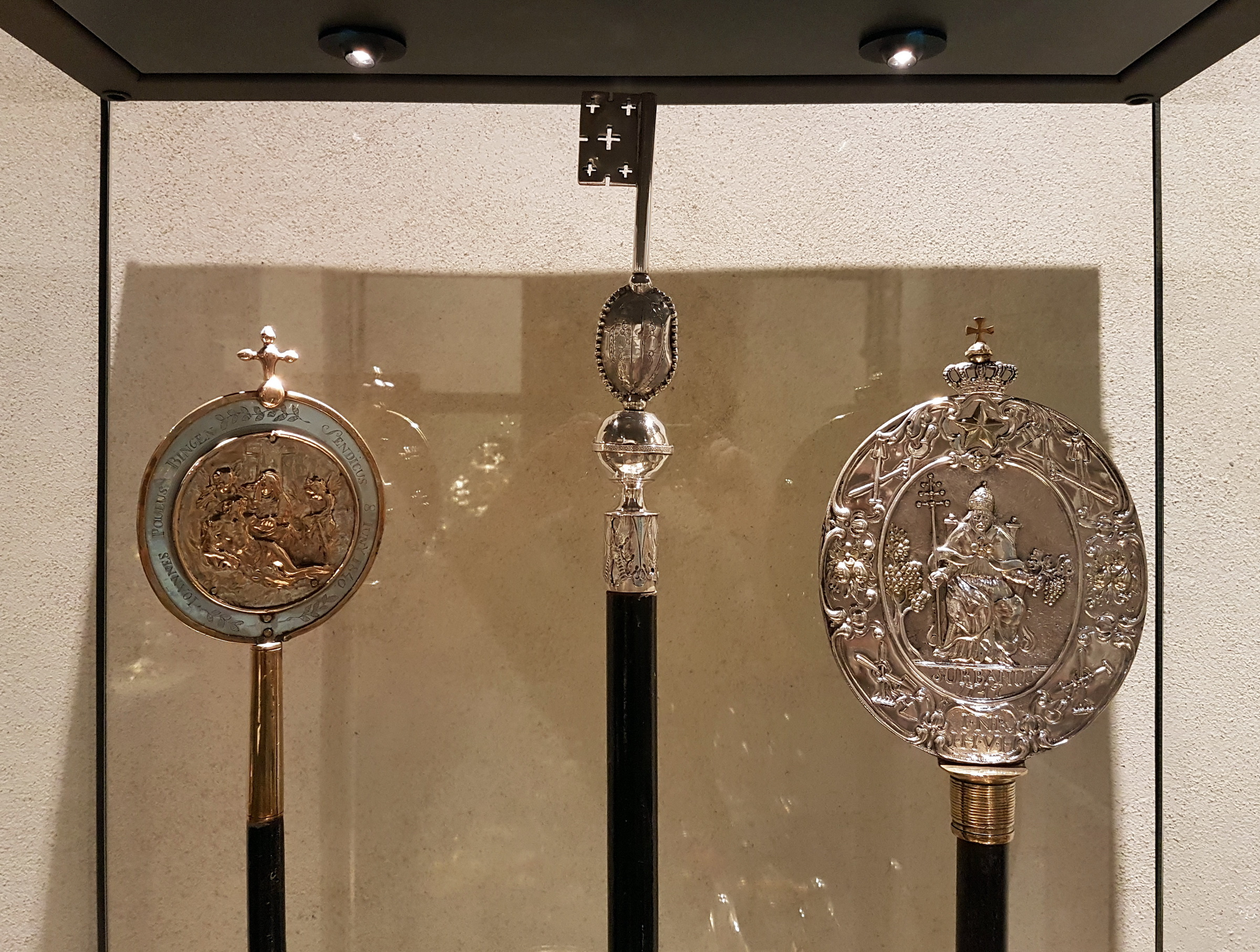
Processiestafbekroningen in de Schatkamer van de Sint-Servaasbasiliek

Een processiestafbekroning is een (verguld) zilveren heiligenbeeldje of een medaillonvormige reliëfafbeelding dat werd bevestigd op een processiestaf die tijdens een processie of bedevaartstocht werd meegedragen. Processieroedes of broederschapsstaven werden vaak door leden van een broederschap gedragen.
In de Schatkamer van de Sint-Servaasbasiliek in Maastricht bevinden zich 18e- en 19e-eeuwse processiestafbekroningen van Maastrichts zilver. Ook zijn er enkele moderne uitvoeringen te vinden, onder andere een ontwerp van de beeldhouwer Appie Drielsma.
Nederlandse edelsmeden waarvan bekend is dat zij in de periode 1830-85 processiestafbekroningen hebben vervaardigd zijn Gerardus Bartholomeus Brom uit Utrecht, P. Kroymans en R.J. de Bruyn uit Den Bosch, A.P. Hermans uit Eindhoven en Hubert Esser uit Weert.
Vooral in Zuid-Duitsland groeide het maken van fraaie processiestafbekroningen tot een ware kunstvorm.

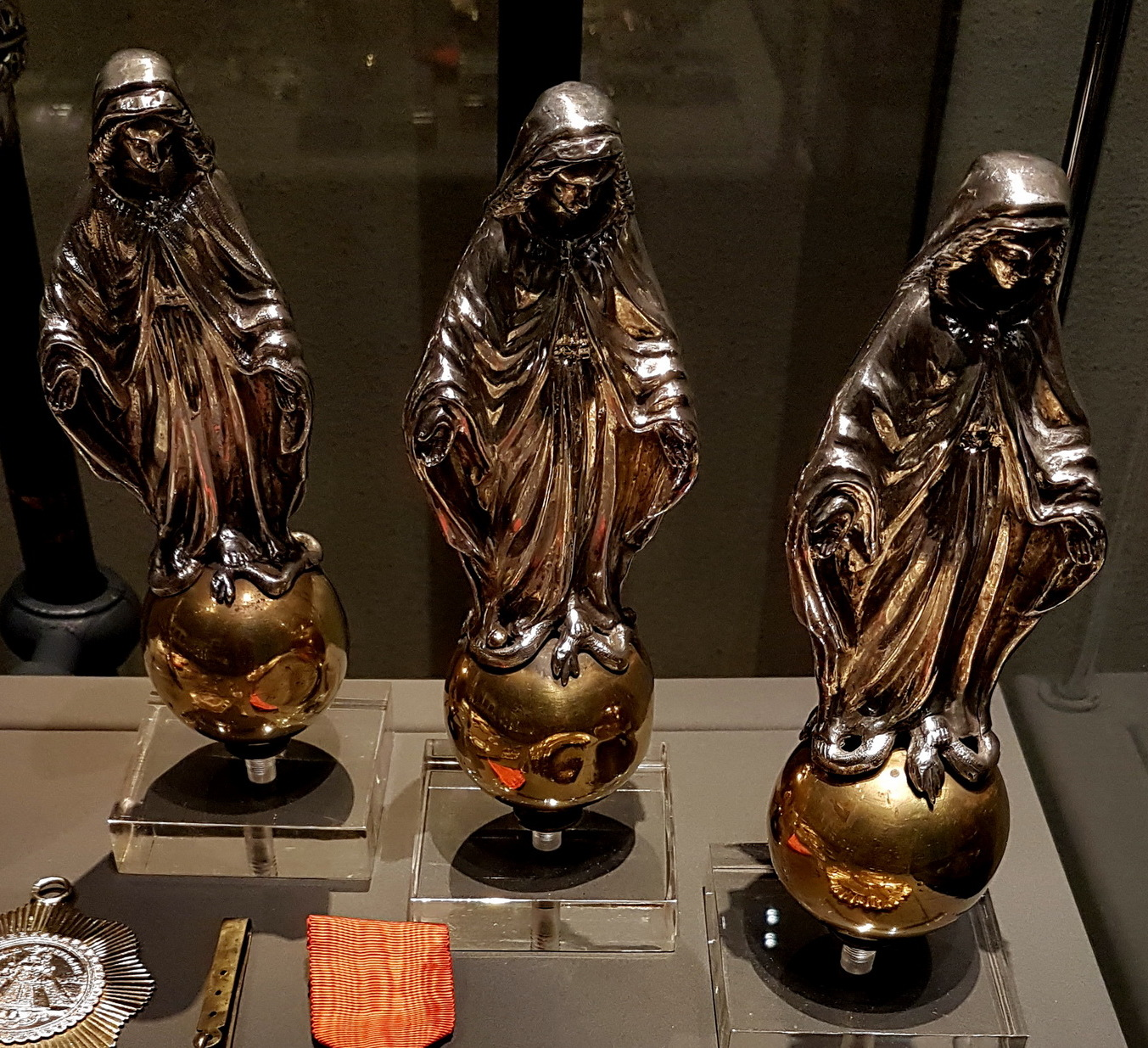
Processiestafbekroningen (Maastricht, 19e-eeuw?)
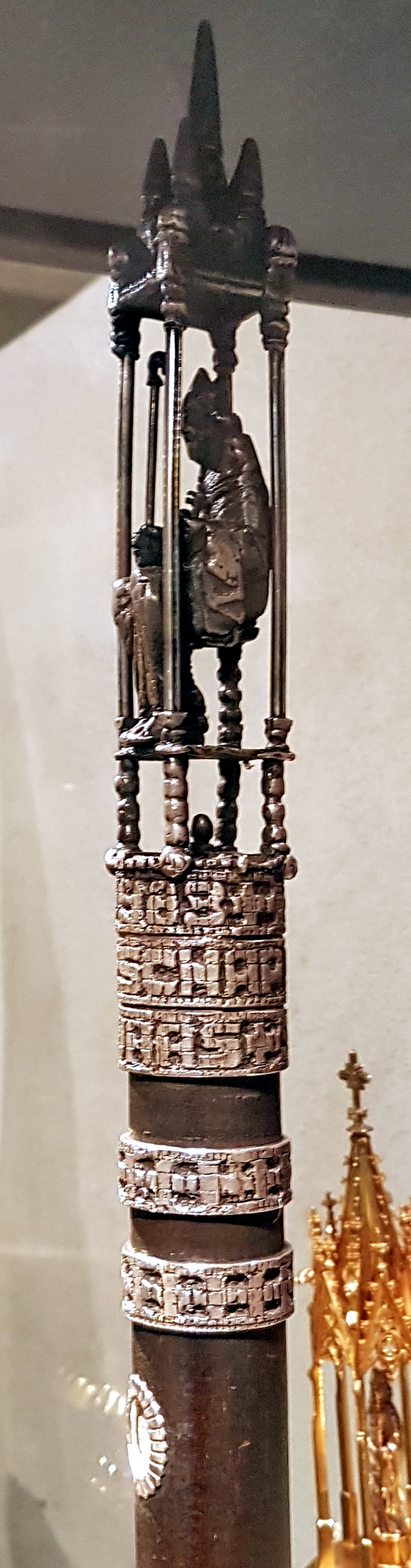
Processiestafbekroning (Appie Drielsma, 1983)
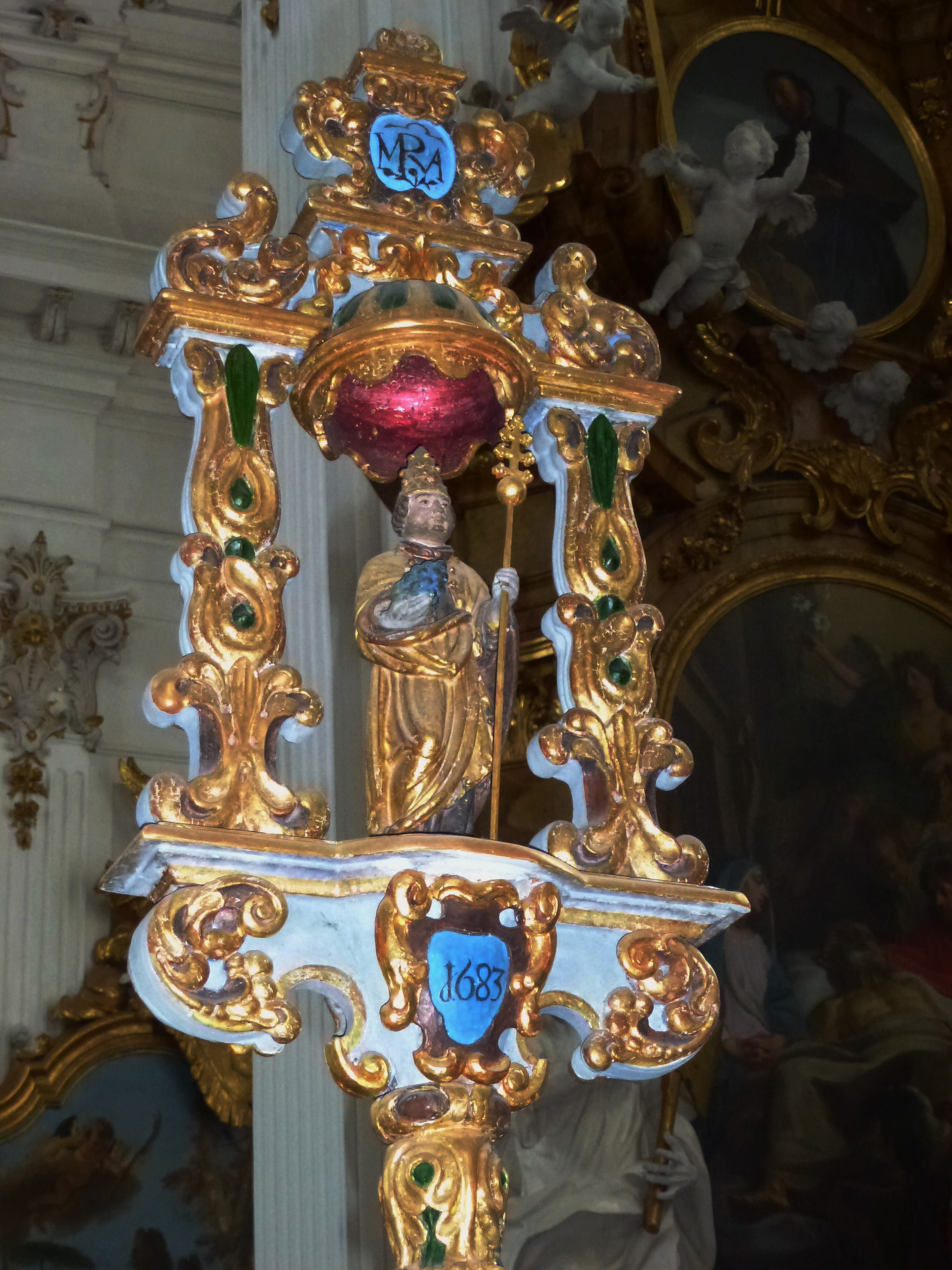
Processiestafbekroning uit Dießen, Beieren